# Donkey Kong Land
Donkey Kong Land ist ein Jump-’n’-Run-Spiel, das im Jahr 1995 von Nintendo für den Game Boy veröffentlicht wurde.
1996 erschien mit Donkey Kong Land 2 der direkte Nachfolger ebenfalls für den Game Boy.

## Spielprinzip
Donkey Kong Land basiert auf dem 1994 für das Super Nintendo Entertainment System veröffentlichten Spiel Donkey Kong Country, verfügt jedoch über eigens entwickelte Spielwelten und Level und stellt damit entgegen einer weitläufigen Meinung weder eine Direktumsetzung noch ein Remake des SNES-Vorbildes dar.
Die dem Spielprinzip zugrundeliegende Hintergrundgeschichte handelt davon, dass Cranky Kong die Affen Donkey und Diddy Kong mit der Behauptung ärgert, Donkey Kong Country sei allenfalls wegen der tollen Grafik und der modernen Musik zum Erfolg geworden. Um unter Beweis zu stellen, auch auf einem 8-Bit-System wie dem Game Boy erfolgreich sein zu können, lassen es Donkey und Diddy Kong zu, dass ihr Hauptgegenspieler King K. Rool ihre Bananen stiehlt und brechen sodann auf, um diese zurückzuerobern.
Der Spieler steuert die Protagonisten im Spiel durch verschiedene Level, die in der Regel von links nach recht laufen (Side-Scrolling). In jedem Level ist es neben dem Erreichen des Endpunktes das Ziel, alle versteckten Bonusräume zu finden. Konnte man dies umsetzen, wird auf der Übersichtskarte neben den Levelnamen ein „!“ angezeigt. Wie in Donkey Kong Country können dabei in den Leveln Bananen und KONG-Buchstaben gesammelt werden (K-O-N-G). Für 100 gesammelte Bananen wird ein Extraleben gutgeschrieben, werden alle KONG-Buchstaben erreicht, gelangt man in das Speichermenü und kann den Spielstand abspeichern. Ferner sind sogenannte „Kong-Taler“ zu finden, durch welche man in einigen Bonusräume Extraleben gewinnen kann.
Insgesamt besteht Donkey Kong Land aus vier Spielwelten (Gangplank Galleon Ahoy!, Kremlantis, Monkey Mountains & Chimpanzee Clouds sowie Big Ape City) und insgesamt 30 Leveln (9-7-7-7). Sämtliche Endgegner des Spiels wurden neu eingeführt und nicht aus Donkey Kong Country übernommen. Eine Ausnahme bildet lediglich der finale Endgegner King K. Rool.

## Hintergrund
Entwicklerstudio von Donkey Kong Land ist Rare, wobei das Spielkonzept von Tim Stamper und das Spieldesign primär von Andrew Collard stammen. Als Chefentwickler wurde Paul J. Machacek engagiert, als Publisher war Nintendo aktiv.
Von dem Spiel wurden schätzungsweise 3,91 Millionen Einheiten abgesetzt, wodurch es das erfolgreichste Spiel der Donkey-Kong-Land-Reihe darstellt und auf der Liste der meistverkauften Game-Boy-Spiele Platz 9 belegt.
Insgesamt wurden zwei Nachfolger des Spiels veröffentlicht, die ebenfalls für den Game Boy konzipiert wurden: 1996 erschien Donkey Kong Land 2, das auf Donkey Kong Country 2: Diddy’s Kong Quest basiert, und im Jahr 1997 folgte Donkey Kong Land III, basierend auf Donkey Kong Country 3: Dixie Kong’s Double Trouble!.
Die Musik von Donkey Kong Land wurde teilweise neu komponiert, zum Teil basieren die Musikstücke aber auch auf dem von David Wise, Robin Beanland und Eveline Fischer komponierten Soundtrack von Donkey Kong Country, DK Jamz.
Die Spielmodule sind auf den Game Boy ausgelegt, jedoch auch auf den abwärtskompatibelen Game Boy Color und Game Boy Advance spielbar. Mit Hilfe des Super Game Boys können die Spiele zudem auf dem Super Nintendo abgespielt werden. Eine Besonderheit der Module besteht bei ihrer Farbwahl; diese sind im Gegensatz zu den übrigen Spielmodulen des Game Boys nicht grau, sondern gelb. Einzig die Spiele der von Game Freak entwickelten klassischen Pokémon-Reihe wurden ebenfalls farbig veröffentlicht – die des Spiels Pokémon Blaue Edition in blau, die von Pokémon Rote Edition in rot und die von Pokémon Special Pikachu Edition: Gelbe Edition ebenfalls in gelb.
Seit dem 16. Oktober 2014 ist Donkey Kong Land – neben Donkey Kong Land 2 und III – im eShop des Nintendo 2DS und 3DS erwerb- und herunterladbar.
Seit dem 22. November 2024 ist Donkey Kong Land für Game Boy - Nintendo Switch Online verfügbar, gefolgt von Donkey Kong Land 2 am 26. November 2024.